# Ludwig Pfältzer
Ludwig Pfältzer (* 7. Juli 1911 in Pforzheim; † 1. September 1942 im Zuchthaus Brandenburg-Görden) war ein deutscher Reform-Adventist. Er verweigerte aus religiösen Gründen den Kriegsdienst in der Wehrmacht im Zweiten Weltkrieg und wurde dafür zum Tode verurteilt und hingerichtet.

## Leben
Ludwig Pfältzer wurde 1911 in Pforzheim geboren. Seine Eltern waren der Sattler und Tapezierer Christian Karl Pfältzer und seine Ehefrau Karoline. Seine Mutter erzog ihn im biblischen Glauben und trat mit ihm vermutlich um das Jahr 1923 der Reformgemeinde der Siebenten-Tags-Adventisten in Pforzheim bei. Bis zu ihrem Tod 1934 lebte Ludwig Pfältzer bei ihr. 1935 zog er nach Pommern und arbeitete dort in Bernsdorf als Landarbeiter. Vermutlich 1936 zog er nach Mecklenburg, wo er bis 1940 in Moorbrink bei einem Bauern namens Grein tätig war. Dort erhielt er auch im November 1940 seinen Einberufungsbefehl. Er hatte sich bis zum 4. Dezember bei der Ersatzabteilung 48 der Schweren Artillerie in Güstrow zu melden. Da sein Arbeitgeber Grein nicht gewillt war, ihn weiterhin zu beschäftigen, floh Pfältzer zu seiner alten Arbeitsstelle nach Bernsdorf. Dabei vergaß er jedoch sein Arbeitsbuch und seinen Rentenausweis. Auch wegen dieser fehlenden Dokumente stellte ihn sein alter Arbeitgeber Genz in Bernsdorf nicht mehr ein. Pfältzer hielt sich jedoch in den nächsten zehn Monaten in der Nähe des Hofes von Genz auf. Er schlief in dessen Scheune und ernährte sich von Kraut, Rüben, Kartoffeln und Viehfutter, das er auf dem Feld und in der Futterküche des Bauern fand.
Im September 1941 kehrte er nach Mecklenburg zurück. Dort wurde er am 28. September in Pasewalk festgenommen. Bereits im August 1941 hatte das Militärgericht der Schweriner Zweigstelle der Division 192 einen Haftbefehl für ihn ausgestellt, in dem ihm Fahnenflucht vorgeworfen wurde. Am 9. Oktober erfolgt die richterliche Vernehmung Pfältzers. In dieser gab er an, dass er auf Grund seiner religiösen Überzeugung als Adventist keinen Kriegsdienst leisten könne. Am 30. Oktober fand eine Verhandlung vor dem Militärgericht in Schwerin statt. Dieses erklärte sich für nicht zuständig und verwies die Sache an das Reichskriegsgericht in Berlin. Pfältzer wurde dorthin überstellt. In den folgenden zehn Monaten wurde ihm die Gelegenheit gegeben, seine Meinung zu ändern und doch noch in den Krieg zu ziehen. Pfältzer blieb jedoch bei seiner Überzeugung. Laut eigener Aussage wolle er der Obrigkeit gehorchen, aber nur solange die Befehle nicht im Widerspruch zum Willen Gottes stünden. Am 29. Juli 1942 fand die Verhandlung vor dem 3. Senat des Reichskriegsgerichts statt. Den Vorsitz hatte Werner Lueben. Die Anklage warf Pfältzer „Verbrechen der Zersetzung der Wehrmacht“ vor. Das Gericht hatte auch zwei medizinische Gutachter beauftragt, Pfältzer zu untersuchen. Diese hielten Pfältzer für vollverantwortlich für seine Taten und vermerkten, dass er aus religiöser Überzeugung gehandelt habe. Das Gericht verurteilte Pfältzer zum Tode. In der Urteilsbegründung hieß es, dass es Pfältzer aus einer persönlichen Einstellung  heraus  bewusst ablehne, „dem deutschen Volk in seinem Daseinskampf die Treue zu halten“. Das Urteil gegen Pfältzer wurde in anomysierter Form als Grundsatzurteil in die Entscheidungssammlung  des Reichskriegsgerichtes aufgenommen.
Am 1. September 1942 wurde Ludwig Pfältzer im Zuchthaus Brandenburg-Görden durch Enthauptung hingerichtet.

## Ehrungen
Ludwig Pfältzer wird zusammen mit anderen im Zuchthaus Brandenburg-Görden hingerichteten Personen auf einer Gedenktafel an der Gedenkstätte auf dem Marienberg geehrt. Zudem wurde 2013 sein Name auf einer Gedenktafel für Opfer des Nationalsozialismus auf dem Hauptfriedhof von Pforzheim eingetragen.